# Intrepid
Intrepid är ett stödfartyg tillverkad av Damen Yachting i Nederländerna. Hon sjösattes tidigt 2016 och levererades i juni samma år till sin ägare Eric Smidt, amerikansk affärsman. Den används alternativt har använts som ett stödfartyg till de yachter som Smidt äger och har ägt (Infinity (2014) och Infinity (2021)).
Stödfartyget designades exteriört av Damen Yachting. Intrepid är 69,15 meter lång. Den har en besättning på 21 besättningsmän och har också minst en helikopter.